# Savielly Tartakower
Savielly Grigoriewitsch Tartakower (auch Xavier Tartakower, Ksawery Tartakower; * 21. Februar 1887 in Rostow am Don, Russisches Kaiserreich; † 5. Februar 1956 in Paris) war ein polnisch-französischer Schachspieler und Buchautor.

## Leben
Savielly Tartakower wurde in Rostow am Don als Sohn eines österreichischen Vaters und einer polnischen Mutter geboren. Die ursprünglich dem Judentum angehörende Familie konvertierte zum römisch-katholischen Glauben. Tartakower selbst kehrte in späteren Jahren zur jüdischen Religion zurück. Die Eltern, die in Rostow zu Ansehen und Wohlstand gekommen waren, betrieben einen Kaufladen in der Innenstadt. Tartakower hatte einen Bruder (Arthur, * 1888, † 1914 im Ersten Weltkrieg auf Seiten Österreichs, er spielte ebenfalls Schach) und zwei Schwestern. Die Eltern schickten die beiden Söhne zur Ausbildung in die Schweiz und nach Österreich. Im Februar 1911 wurden die Eltern bei einem Raubüberfall in ihrer Wohnung  ermordet.
Tartakower besuchte von 1899 bis 1904 in Genf und in seiner Heimatstadt das Gymnasium. Nach dem Abitur studierte er von 1904 bis 1909 Rechtswissenschaft an der Universität Wien, wo er auch zum Doktor der Rechte promoviert wurde. Bis zum Ausbruch des Ersten Weltkrieges war er Advokaturskandidat in Wien. Am Ersten Weltkrieg nahm Tartakower als Offizier der österreichisch-ungarischen Armee teil.
Nach dem Ersten Weltkrieg und dem Zerfall der Habsburgermonarchie verlor Tartakower seine österreichische Staatsbürgerschaft und erhielt kurzfristig die ukrainische, die aber bald darauf durch die polnische ersetzt wurde, obwohl Tartakower, der fließend Deutsch, Russisch und Französisch beherrschte, kein Polnisch sprach. Ab 1924 lebte er in Frankreich. Während des Zweiten Weltkrieges war er unter dem Pseudonym G. Cartier Angehöriger der Freien Französischen Streitkräfte und hatte dort den Rang eines Leutnants inne. Nach dem Fall Frankreichs konnte er sich nach England retten. Nach dem Zweiten Weltkrieg erhielt er die französische Staatsbürgerschaft.
Tartakower wurde auf dem Cimetière parisien de Pantin begraben. Die Grabstelle ist auf der Homepage der Friedhofsverwaltung dokumentiert, hat aber keinen Gedenkstein. Sie befindet sich in einem weitgehend verwahrlosten Teil des Friedhofs.

## Schachkarriere
Tartakower erlernte das Schachspiel 1897 von seinem Vater. Nach Tartakowers Worten habe ihn der "Schachteufel" jedoch erst kurz nach dem Abitur gepackt. Er begann anschließend, sich dem Spiel mit großer Intensität zu widmen. Nach seinem Studium betrieb er es als Berufsspieler.
Tartakower gewann zahlreiche Turniere. 1906 erhielt er nach seinem Sieg beim Hauptturnier in Nürnberg den Meistertitel verliehen. 1920 gewann er gemeinsam mit Ernst Grünfeld in Wien. 1926 in Bartfield (zusammen mit Hermanis Matisons) sowie 1926/27 das Neujahrsturnier von Hastings. 1927 siegte er in Kecskemét und gemeinsam mit Aaron Nimzowitsch in Bad Niendorf und London (ebenfalls geteilt mit Nimzowitsch). 1927/28 wiederholte er seinen Vorjahrstriumph in Hastings. 1928 folgte ein Sieg in Scarborough, 1930 Siege in Nizza und Lüttich. Für 1933 ist sein zweiter Platz hinter Weltmeister Alexander Aljechin in Paris erwähnenswert. 1934 war er geteilter 1-3. in Barcelona. Nach dem Zweiten Weltkrieg gelang ihm sein dritter Erfolg in Hastings (1945/46), außerdem Siege in Baarn 1947, Venedig 1947, Beverwijk 1949 und Southsea 1950 (zusammen mit Arthur Bisguier)
Tartakower gewann zudem mehrere Wettkämpfe: 1906 schlug er Paul Johner in Nürnberg 5-2 (+5,-2), 1913 Rudolf Spielmann in Wien 6-3 (+5 =2 −2), 1914 Richard Réti in Wien 3,5-2,5 (+3 =1 −2), danach 1920 nochmals mit 4,5-1,5 (+3,=3, ebenfalls in Wien) und 1933 Andor Lilienthal mit 7,5-4,5 (+3,=9) in Paris.
Tartakower vertrat bei den Schacholympiaden 1930, 1931, 1933, 1935, 1937 und 1939 Polen, wobei er 1930 in Hamburg mit der polnischen Mannschaft Olympiasieger wurde. Er erreichte außerdem mit der Mannschaft 1931 und 1939 den zweiten, 1935 und 1937 den dritten Platz; in der Einzelwertung gelang ihm 1931 das beste Ergebnis am zweiten Brett, 1933 und 1935 jeweils das drittbeste Ergebnis am ersten Brett. Zudem nahm er an den polnischen Landesmeisterschaften 1927, 1935 und 1937 teil. Er wurde bei seinen beiden letzten Teilnahmen polnischer Meister. Nach Beendigung des Zweiten Weltkrieges spielte er für die französische Nationalmannschaft bei der Schacholympiade 1950.
Im gleichen Jahr verlieh ihm der Weltschachbund FIDE den neu geschaffenen Großmeistertitel in Würdigung seiner erfolgreichen Schachlaufbahn. 1953 gewann er in Paris die französische Landesmeisterschaft.
Tartakower spielte für den Pariser Verein Caïssa und gewann mit diesem 1953 und 1954 den französischen Mannschaftspokal.
Seine beste historische Elo-Zahl betrug 2719 im Januar 1921. Wenig später, im März 1921, belegte er zeitweilig den dritten Platz auf der nachträglich berechneten Weltrangliste.

## Schachjournalismus und Schriftstellerei
Tartakower war ein erfolgreicher Schachschriftsteller. Sein Hauptwerk ist Die hypermoderne Schachpartie (1924 erschienen). Er war als Journalist für zahlreiche Zeitungen und Schachjournale weltweit tätig.
Seine auf das Schach bezogenen geistreichen Aphorismen wurden sehr bekannt und als Tartakowerismen bezeichnet, zum Beispiel:
- „Die Drohung ist stets stärker als die Ausführung.“
- „Es ist immer besser, die Steine seines Gegners zu opfern.“
- „Die Fehler sind da, um gemacht zu werden.“
- „Der vorletzte Fehler gewinnt.“

## Charakteristik durch Zeitgenossen
Der Schachgroßmeister und Psychologe Reuben Fine charakterisierte ihn als einen „Mann von breiter kultureller Bildung, meisterhaften Sprachkundler, Dichter, hellen Kopf, Philosophen und ergötzlichen Unterhalter“. Der Schachmeister und Journalist Hans Kmoch schrieb in seinem Nekrolog über Tartakower: „Tartakower starb, doch sein Ruhm wird es niemals: Seine Bücher werden ihn stets verkünden. Diese Bücher sind, neben ihrem schachspezifischen Wert, Dokumente eines wahrhaft warmherzigen Menschen; denn nichts außer Anerkennung und tiefe Sympathie wird den Spielern zuteil. Er war ein echter Liebhaber des Schachs und liebte es, all jene, die das Spiel betrieben, zu ermutigen.“
In den 1920er Jahren zählte Tartakower gemeinsam mit Meistern wie Aaron Nimzowitsch und Richard Réti zur sogenannten hypermodernen Schule.

## Beiträge zur Schachtheorie
Nach Tartakower sind zahlreiche Varianten in verschiedenen Eröffnungen benannt:
- Am bekanntesten ist die Tartakower-Variante im Abgelehnten Damengambit, die nach den Zügen 1. d2–d4 d7–d5 2. c2–c4 e7–e6 3. Sb1–c3 Sg8–f6 4. Lc1–g5 Lf8–e7 5. e2–e3 0–0 6. Sg1–f3 h7–h6 7. Lg5–h4 b7–b6 entsteht und von Tartakower in London 1922 gegen José Raúl Capablanca eingeführt wurde
- In der Caro-Kann-Verteidigung die Zugfolge 1. e2–e4 c7–c6 2. d2–d4 d7–d5 3. Sb1–c3 d5xe4 4. Sc3xe4 Sg8–f6 5. Se4xf6+ e7xf6
- In der Französischen Verteidigung die Variante 1. e2–e4 e7–e6 2. d2–d4 d7–d5 3. Sb1–c3 Sg8–f6 4. Lc1–g5 Lf8–e7 5. e4–e5 Sf6–e4 (von Tartakower erstmals 1907 in Wien gegen Rudolf Spielmann angewandt)
- In der Aljechin-Verteidigung das Abspiel 1. e2–e4 Sg8–f6 2. e4–e5 Sf6–d5 3. d2–d4 d7–d6 4. c2–c4 Sd5–b6 5. f2–f4 d6xe5 6. f4xe5 Sb8–c6 7. Lc1–e3 Lc8–f5 8. Sb1–c3 e7–e6 9. Sg1–f3 Dd8–d7

Die Namensgebung des inzwischen weitverzweigten Komplexes der Indischen Verteidigung geht auf Tartakower zurück. „Er unterschied bis nun eine Alt-Indische und eine Neu-Indische Eröffnungsweise, je nachdem Schwarz im zweiten Zuge mit d6 bezw. e6 fortsetzte“, schrieb die Neue Wiener Schach-Zeitung 1923. Auch die Katalanische Eröffnung verdankt ihm ihre Bezeichnung. Denn bei dem Schachturnier von 1929 in Barcelona baten ihn die Organisatoren dieses Turniers, eine Eröffnung zu schaffen, die nach ihrer Region Katalonien benannt werden sollte. Tartakower selbst wird nicht als tatsächlicher Urheber dieser Eröffnung beschrieben. Sein besonderes Verdienst war es aber, dass er diese Spielweise systematisch untersucht und salonfähig gemacht hat.

## Partien
- Réti – Tartakower, Wien 1910

|   | a | b | c | d | e | f | g | h |   |
| 8 |   |   |   |   |   |   |   |   | 8 |
| 7 |   |   |   |   |   |   |   |   | 7 |
| 6 |   |   |   |   |   |   |   |   | 6 |
| 5 |   |   |   |   |   |   |   |   | 5 |
| 4 |   |   |   |   |   |   |   |   | 4 |
| 3 |   |   |   |   |   |   |   |   | 3 |
| 2 |   |   |   |   |   |   |   |   | 2 |
| 1 |   |   |   |   |   |   |   |   | 1 |
|   | a | b | c | d | e | f | g | h |   |

Die folgende Partie gewann Tartakower mit den schwarzen Steinen im gut besetzten Turnier zu Teplitz-Schönau 1922 gegen Géza Maróczy.
Maróczy-Tartakower 0:1
Teplitz-Schönau, 5. Oktober 1922
Holländische Verteidigung, A84
1. d4 e6 2. c4 f5 3. Sc3 Sf6 4. a3 Le7 5. e3 0–0 6. Ld3 d5 7. Sf3 c6 8. 0–0 Se4 9. Dc2 Ld6 10. b3 Sd7 11. Lb2 Tf6 12. Tfe1 Th6 13. g3 Df6 14. Lf1 g5 15. Tad1 g4 16. Sxe4 fxe4 17. Sd2 Txh2 18. Kxh2 Dxf2+ 19. Kh1 Sf6 20. Te2 Dxg3 21. Sb1 Sh5 22. Dd2 Ld7 23. Tf2 Dh4+ 24. Kg1 Lg3 25. Lc3 Lxf2+ 26. Dxf2 g3 27. Dg2 Tf8 28. Le1 Txf1+ 29. Kxf1 e5 30. Kg1 Lg4 31. Lxg3 Sxg3 32. Te1 Sf5 33. Df2 Dg5 34. dxe5 Lf3+ 35. Kf1 Sg3+ 0:1

## Werke
- Am Baum der Schacherkenntnis. B. Kagan, Berlin 1921.
- Das russische Revolutionsgesicht. Renaissance, Wien 1923 (Digitalisat).
- Indisch. B. Kagan, Berlin 1924.
- Die Zukunftseröffnung (Das Zukertort-Réti-System in neuester Beleuchtung). Verlag der Wiener Schachzeitung, Wien 1924.
- Die hypermoderne Schachpartie. Verlag der Wiener Schachzeitung, Wien 1924 (Digitalisat).
- Das entfesselte Schach. Verlag der "Magyar Sakkvilág", Kecskemét 1926.
- Winke für die Schachstrategie. de Gruyter, Berlin 1927.
- Das neuromantische Schach. B. Kagan, Berlin 1928.
- Das grosse internationale Schachmeisterturnier in Bad Kissingen vom 11.–25. August 1928. O. Levin, Bad Kissingen 1928.
- Schachmethodik. Siedentop & Co., Berlin 1928.
- Moderne Schachstrategie. Ad. Kramer, Breslau 1930.
- Führende Meister. Verlag der Wiener Schachzeitung, Wien 1932.
- Neue Schachsterne. (Der "Führenden Meister" zweiter Teil). Verlag der Wiener Schachzeitung, Wien 1935.
- Tartakowers Glanzpartien 1905–1930. de Gruyter, Berlin 1956. (französischer Originaltitel: Tartakover vous parle)